# Aloe parvicoma
Aloe parvicoma ist eine Pflanzenart der Gattung der Aloen in der Unterfamilie der Affodillgewächse (Asphodeloideae). Das Artepitheton parvicoma leitet sich von den lateinischen Worten parvus für ‚klein‘ sowie coma für ‚Haarbüschel‘ ab und verweist auf die wenigblättigen Rosetten an der Stammspitze.

## Beschreibung

### Vegetative Merkmale
Aloe parvicoma wächst stammbildend und sprosst von der Basis aus. Der aufrechte Stamm erreicht eine Länge von 10 Zentimeter (selten bis 30 Zentimeter) und ist 2,5 Zentimeter dick. Die etwa 15 schmal dreieckigen Laubblätter sind an Stammspitze gedrängt. Die grüne Blattspreite ist 35 bis 46 Zentimeter lang und 3,5 bis 5,5 Zentimeter breit. Die hornigen Zähne am Blattrand sind 1 bis 2 Millimeter lang und stehen etwa 15 Millimeter voneinander entfernt.

### Blütenstände und Blüten
Der aufrechte Blütenstand ist einfach oder weist ein bis zwei Zweige auf. Er erreicht eine Länge von bis zu 60 Zentimeter. Die ziemlich dichten, zylindrischen Trauben sind etwa 10 Zentimeter lang. Die Brakteen weisen eine Länge von 8 bis 10 Millimeter auf und sind 4 bis 7 Millimeter breit. Die lachsrosafarbenen Blüten werden zur Mündung gelblich und stehen an 13 bis 17 Millimeter langen Blütenstielen. Sie sind 25 bis 28 Millimeter lang und an ihrer Basis kurz verschmälert. Auf Höhe des Fruchtknotens weisen die Blüten einen Durchmesser von 6 Millimeter auf. Darüber sind sie zur Mündung kaum verengt. Ihre äußeren Perigonblätter sind auf einer Länge von 7 bis 10 Millimetern nicht miteinander verwachsen. Die Staubblätter ragen 3 bis 4 Millimeter aus der Blüte heraus.

## Systematik und Verbreitung
Aloe parvicoma ist in Saudi-Arabien in dichter Vegetation zwischen Akazien und Adenium verbreitet. Die Art ist nur vom Typusfundort bekannt.
Die Erstbeschreibung durch John Jacob Lavranos und Iris Sheila Collenette wurde im Jahr 2000 veröffentlicht.

## Nachweise